# Pic și Poc în luptă cu fumul
Pic și Poc în luptă cu fumul este un film românesc din 1974 regizat de Olimp Vărășteanu, Florin Anghelescu.